# Skwentna
Skwentna est une localité d'Alaska aux États-Unis dans le Borough de Matanuska-Susitna. Elle fait partie de la zone statistique métropolitaine d'Anchorage et avait une population de 37 habitants en 2010.

## Situation - climat
Elle est située sur la rive sud de la rivière Skwentna à son confluent avec la rivière Eight Mile Creek, à 113 km à vol d'oiseau d'Anchorage, dans la vallée de la rivière Yentna.
Les températures moyennes de janvier vont de −34 à 1 °C et de 6 à 28 °C en juillet.

## Histoire
Le peuple Dena'ina chassait et pêchait en ces lieux depuis plusieurs siècles. En 1908, la commission des routes d'Alaska ouvrit une piste de Seward à Nome qui traversait la région, et de nombreux comptoirs s'y installèrent en rapport avec la région minière des abords de la rivière Innoko entraînant de nombreux passages de prospecteurs et de trappeurs, transportant des marchandises en traineau à chiens. Une poste a été ouverte en 1937. Pendant la Seconde Guerre mondiale, une piste d'aérodrome a été ouverte, et l'armée américaine ouvrit une station radar, ainsi qu'un camp militaire à 24 km de Skwentna.
Actuellement, les habitants sont dispersés sur une grande surface et la majeure partie de l'habitat est constitué de résidences secondaires. Les résidents principaux travaillent dans les hébergements locaux, ainsi qu'à la poste ou à l'aérodrome.

## Démographie
| 1950 | 1990 | 2000 | 2010 | - | - |
| ---- | ---- | ---- | ---- | - | - |
| 58   | 85   | 111  | 37   | - | - |